# Чемпионат СССР по самбо 1956
11-й Чемпионат СССР по самбо проходил в Ленинграде с 21 по 25 октября 1956 года. В соревнованиях участвовало 159 спортсменов от 7 сборных команд ДСО и ведомств.

## Медалисты
| Весовая категория           | Золото                                     | Серебро                                      | Бронза                                        |
| --------------------------- | ------------------------------------------ | -------------------------------------------- | --------------------------------------------- |
| Наилегчайший вес (до 56 кг) | И. Кутинов «Динамо» (Москва)               | Лаврентий Кациашвили «Буревестник» (Тбилиси) | Олег Сердюк «Буревестник» (Ленинград)         |
| Легчайший вес (до 60 кг)    | Сергей Иванов «Динамо» (Ленинград)         | Александр Лукичёв «Буревестник» (Москва)     | А. Скворцов Советская Армия (Ленинград)       |
| Полулёгкий вес (до 64 кг)   | Тенгиз Элердашвили «Буревестник» (Тбилиси) | Николай Ниниашвили «Динамо» (Тбилиси)        | Тенгиз Арабули «Трудовые резервы» (Ленинград) |
| Лёгкий вес (до 68 кг)       | Сергей Габараев «Динамо» (Тбилиси)         | Г. Сулашвили «Буревестник» (Тбилиси)         | Юрий Зайцев «Буревестник» (Москва)            |
| Полусредний вес (до 72 кг)  | Евгений Глориозов «Буревестник» (Москва)   | А. Трофимов Советская Армия (Ленинград)      | Борис Карякин «Буревестник» (Москва)          |
| Средний вес (до 77 кг)      | Илья Ципурский «Буревестник» (Москва)      | Закария Мухиашвили «Буревестник» (Тбилиси)   | Валерий Морозов Советская Армия (Ленинград)   |
| Полутяжёлый вес (до 85 кг)  | Генрих Шульц «Буревестник» (Москва)        | Бато Тедеев «Буревестник» (Тбилиси)          | Шота Даушвили «Динамо» (Тбилиси)              |
| Тяжёлый вес (свыше 85 кг)   | Анатолий Рощин Советская Армия (Москва)    | Заал Чиквиладзе «Буревестник» (Тбилиси)      | Борис Шапошников Советская Армия (Ленинград)  |